# SABAM
SABAM —  бельгийская ассоциация авторов, композиторов и издателей. Двуязычный аббревиатура названия расшифровывается как «Société d’Auteurs Belge — Belgische Auteurs Maatschappij» (Бельгийское Авторское Общество). Штаб-квартира организации находится в Брюсселе.

## История
SABAM была основана в 1922 году по инициативе композитора Эмиел Хулеброек (Emiel Hullebroeck) (nl) под названием NAVEA. В 1945 году ее переименовали в нынешнее название. В ассоциацию SABAM входят бельгийские авторы, композиторы и издатели. Она представляет интересы своих членов в сфере интеллектуальной собственности, собирает и распределяет авторские вознаграждения ее членам в Бельгии и родственным организациям в других странах (например, Buma/Stemra в Нидерландах).
В отличие от Buma/Stemra, область деятельности которой ограничена музыкальными авторскими правами, SABAM работает во всех областях деятельности, где действуют авторские права. Членами SABAM являются не только композиторы, поэты и музыканты, но писатели, поэты, художники, издатели, художники, архитекторы, дизайнеры, хореографы, фотографы, режиссёры кино и телевидения и др.
В 1994 году в Бельгии был разработан проект закона, который предусматривает, что только автор литературного произведения или произведения искусства имеет право воспроизводить работу любым способом и в любой форме. Если автор (или его наследники) связаны с авторской ассоциацией, то за разрешением на воспроизведение работы в Бельгии надо обращаться не к авторам, а в ассоциацию
SABAM также мониторит Интернет на наличие нелегальных произведений искусства.
В 2004 году SABAM подала иск против провайдера Tiscali за его нелегальное распространение музыки через Интернет. Владелец одного из ресторанов из Брюсселя был оштрафован, потому что у него на сайте было выставлено изображение здания Атомиум.
В октябре 2007 года ассоциация SABAM была проверена судом Брюсселя по подозрению в фальсификации финансовой отчетности, злоупотреблении доверием ее членов и в отмывании незаконно присвоенных средств. Расследование проводилось по жалобе на композитора Валлонского композитора Филиппа Delhaye.
В августе 2009 года компания Google убрала несколько музыкальных клипов бельгийских художников из сайта YouTube из-за жалобы со стороны SABAM.

## Критика
SABAM не раз подвергалась критике со стороны художников за просроченные платежи (SABAM задолжала им 200 миллионов евро в 2010 году), и от других авторов, требующих денег за самые неожиданные обстоятельства воспроизведения произведения, например, от библиотек — за чтение рассказов для малышей или за проигрывание музыки в такси.
SABAM критиковали публично в газетах и ТВ-шоу. Например, в 2011 году один из выпусков телепередачи Баста был посвящён SABAM. Подвергались осмеянию попытки брать деньги за звонки сотовых телефонов в открытом месте с охраняемой мелодией. В одном из шоу посетовали, что в видео, размещенном ИГИЛ, не было фоновой музыки, иначе им пришлось бы иметь дело с SABAM.